# Франк Французской Экваториальной Африки
Франк Французской Экваториальной Африки (фр. Franc de l'Afrique-Équatoriale française) — денежные знаки во франках (сначала французских, затем франках КФА), выпускавшиеся для территорий, входивших в 1910—1958 в состав Французской Экваториальной Африки. Официально не назывались «франком Французской Экваториальной Африки», однако обращались, как правило, только на указанной территории.

## История
Генерал-губернаторство Французская Экваториальная Африка было создано в 1910 году путём объединения колоний Габон, Среднее Конго и Убанги-Шари-Чад. Законным платёжным средством на всех территориях являлся французский франк. В обращении использовались также банкноты Банка Западной Африки, хотя официально в зону деятельности банка Французская Экваториальная Африка включена только в 1920 году.
В 1917 году правительством Французской Экваториальной Африки выпущены первые бумажные денежные знаки колонии в 50 сантимов, 1 и 2 франка. В 1925 году банкноты в 25 франков Банка Западной Африки были выпущены с надпечаткой «Французская Экваториальная Африка».
В 1940 году правительством Французской Экваториальной Африки выпущены кассовые боны в 1000 и 5000 франков. В 1941 году выпущены банкноты Центральной кассы Свободной Франции с надписью «Французская Свободная Африка». В 1942—1943 годах на монетном дворе Претории были изготовлены монеты Французской Экваториальной Африки в 50 сантимов, 1 и 2 франка. На монетах была изображена символика Сражающейся Франции — Лотарингский крест и галльский петух. Монеты более мелких номиналов (5, 10 и 25 сантимов) не были выпущены в обращение. В 1944 году выпущены в обращение банкноты Центральной кассы Свободной Франции (переименованной в том же году в Центральную кассу Заморской Франции). На банкнотах не указывалась территория обращения, они выпускались на заморских территориях, находившихся под контролем правительства Сражающейся Франции.
Декретом французского правительства от 26 декабря 1945 года в качестве денежной единицы французских владений в Западной и Экваториальной Африке введён франк КФА (colonies françaises d’Afrique — французских колоний в Африке). Все территории Французской Экваториальной Африки входили в зону действия этого декрета. В 1947 году на территориях Французской Экваториальной Африки начат выпуск банкнот Центральной кассы Заморской Франции. Банкноты этого же образца находились в обращении на Сен-Пьере и Микелоне, но c 1950 года на них ставилась надпечатка «SAINT-PIERRE ET MIQUELON». Банкноты этого же образца для Гваделупы, Французской Гвианы и Мартиники с самого начала выпускались с соответствующими надпечатками. В 1948 году выпущены алюминиевые монеты Французской Экваториальной Африки в 1 и 2 франка.
20 января 1955 года был учреждён Эмиссионный институт Французской Экваториальной Африки и Камеруна. В 1957 году Эмиссионный институт начал выпуск банкнот нового образца, которыми постепенно заменялись банкноты Банка Западной Африки, Центральной кассы Свободной Франции и Центральной кассы Заморской Франции. В 1958 году были выпущены монеты Эмиссионного института из алюминиевой бронзы.
В 1959 году Эмиссионный институт преобразован в Центральный банк государств Экваториальной Африки и Камеруна. 22 сентября 1972 года в Браззавиле была подписана конвенция о финансовом сотрудничестве стран субрегиона, в соответствии с которой единым эмиссионным центром с 1973 года является Банк государств Центральной Африки, а единой валютой — франк КФА BEAC.

## Монеты
Чеканились монеты Французской Экваториальной Африки в 5, 10, 25, 50 сантимов, 1, 2 франка. Монеты в 5, 10 и 25 сантимов в обращение не были выпущены.
Эмиссионный институт Французской Экваториальной Африки и Камеруна выпустил монеты в 5, 10 и 25 франков.

## Банкноты
Выпускались банкноты:
- Правительства Французской Экваториальной Африки: 50 сантимов, 1, 2 франка,
- Банка Западной Африки с надпечаткой «Французская Экваториальная Африка»: 25 франков,
- Кассовые боны Французской Экваториальной Африки: 1000, 5000 франков,
- Эмиссионного института Французской Экваториальной Африки и Камеруна: 5, 10, 20, 50, 100, 500, 1000 франков[3]